# ویلیام آر موزز
ویلیام آر موزز (انگلیسی: William R. Moses؛ زادهٔ ۱۷ نوامبر ۱۹۵۹) یک هنرپیشه اهل ایالات متحده آمریکا است. وی از سال ۱۹۸۱ میلادی تاکنون مشغول فعالیت بوده‌است.
از کارهای او می‌توان به بازی در میستیک پیتزا اشاره نمود.